# Kaizen

Kaizen in japanese writing

Kaizen (改善, cuvânt din limba japoneză care înseamnă "îmbunătățire continuă") este o filosofie japoneză care se concentrează pe îmbunătățirea continuă în toate aspectele vieții. Ea a început să fie aplicată și în mediul de afaceri, iar activitățile Kaizen îmbunătățesc în mod continuu toate funcțiile de business, de la producție la management și de la CEO la muncitorii din liniile de asamblare. Îmbunătățind activitățile și procesele standardizate, Kaizen vizează eliminarea pierderilor (a se vedea Lean Manufacturing). Kaizen a fost implementat mai întâi în câteva companii japoneze în timpul refacerii țării după cel de-al Doilea Război Mondial, inclusiv la Toyota, iar de atunci s-a răspândit în companiile din întreaga lume.
Caracteristici
Kaizen este o activitate zilnică, iar scopul ei este de ajunge dincolo de simpla îmbunătățire a productivității. Acesta este și un proces care, dacă este făcut corect, umanizează locul de muncă, elimină munca grea și copleșitoare ("muri") și învață oamenii cum să facă experimente la locul de muncă utilizând metode științifice și să identifice și să elimine pierderile din procesele de business.
La proiectele Kaizen pot participa angajați de la toate nivelurile unei companii, de la CEO în jos, dar și actorii externi când este cazul. Formatul Kaizen poate fi individual, sub formă de sistem de sugestii, grupuri mici sau grupuri mari. La Toyota, sunt obișnuite îmbunătățirile locale la un post de lucru sau o arie locală și implică grupuri mici care își îmbunătățesc mediul lor de lucru sau productivitatea. Acest grup este adesea ghidat în procesul Kaizen de către un supervizor; uneori, acesta este rolul cheie al supervizorului.
Metodologia Kaizen include executarea de schimbări și monitorizarea rezultatelor, apoi ajustarea. Planificările pe scară largă și orarele de proiect extensive sunt înlocuite cu experimentele mai mici, care pot fi adaptate rapid, după cum o cer noile îmbunătățiri.
Bibliografie
Imai, Masaaki (1986). Kaizen: The Key to Japan's Competitive Success. New York, NY, USA: Random House. 
Europe Japan Centre, Kaizen Strategies for Improving Team Performance, Ed. Michael Colenso, London: Pearson Education Limited, 2000
Liker, J. (2006). The Toyota Way Fieldbook. New York, NY, USA: McGraw-Hill.
Maurer, Robert (2014). One small step can change your life - The Kaizen way.
Workman Publishing, New York, 2014.
ISBN 9780761180326